# Kreß von Kressenstein
La famiglia Kreß von Kressenstein (o Kress von Kressenstein) fu una famiglia patrizia di Norimberga, dove fu presente nel consiglio cittadino dal 1418 al 1806.

## Storia

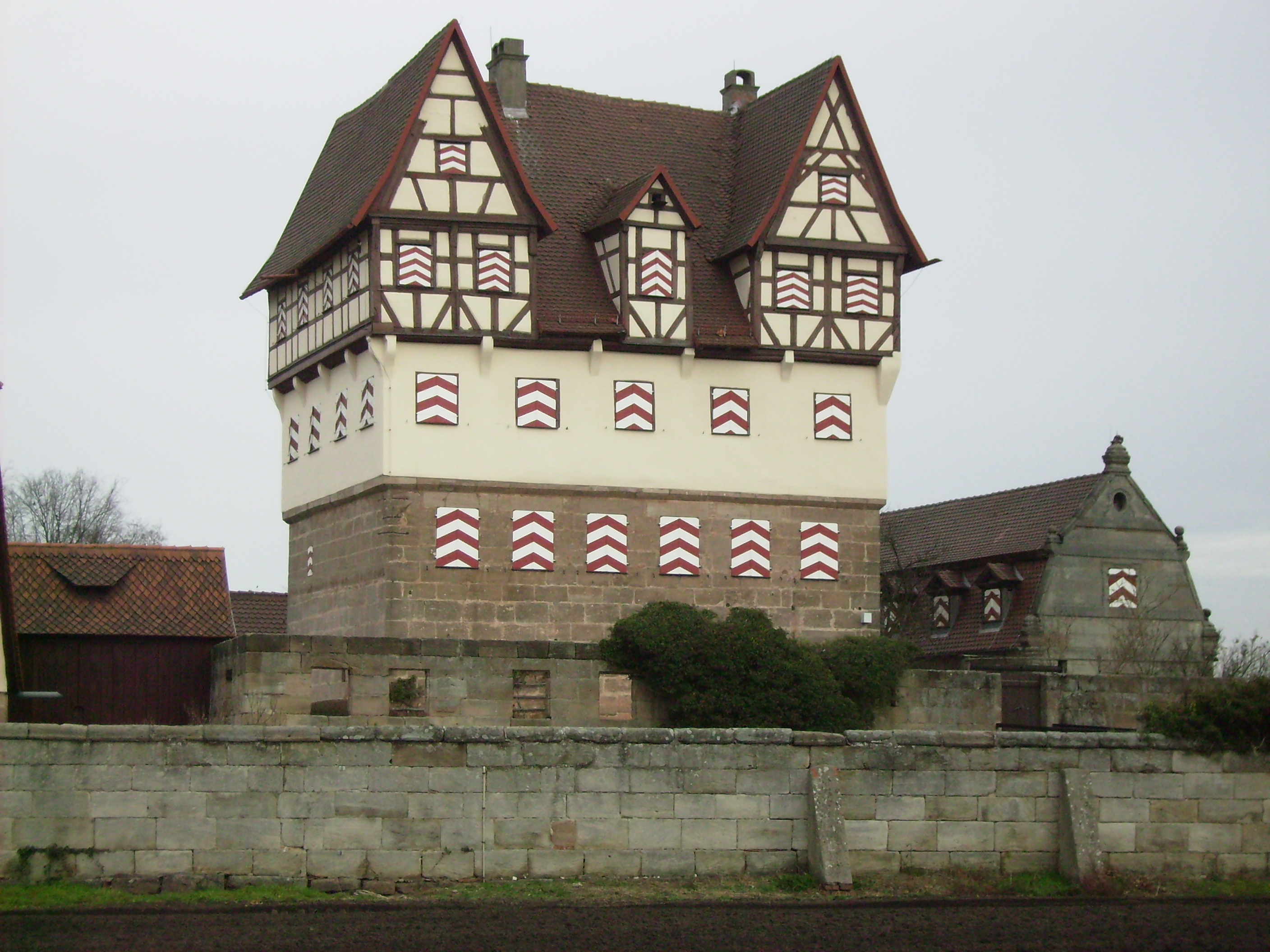
Il castello di Neunhof, la residenza principale dei Kress von Kressenstein

Uno dei primi antenati documentati della famiglia Kreß, "Heroldus Krezze", venne menzionato nel 1270 tra gli abitanti più ricchi dell'area di Norimberga. La linea diretta proseguì con suo figlio Friedrich Kreß che aveva possedimenti in città nel 1300 e che nel 1315 fece consacrare una chiesa da lui donata alla città. Egli ad ogni modo divenne ancora più ricco di suo padre grazie al commercio nel quale la famiglia si era impegnata, in particolare con l'Ungheria e con Venezia, Milano e Cracovia. Attorno al 1390 la famiglia ottenne la concessione di alcune miniere d'argento nella regione dei Carpazi dai veneziani. Contemporaneamente espansero i confini di stoffe verso le Fiandre ed iniziarono anche le transazioni di denaro. A Venezia, i Kreß tennero un ufficio presso il Fondaco dei Tedeschi dalla fine del XIV secolo. Abbandonata la primitiva società in associazione con altre famiglie, tra il 1499 e il 1511 la casata dei Kreß intraprese una nuova società con sede a Norimberga.
La famiglia Kreß svolse un ruolo importante anche nella gestione di Norimberga per secoli. Furono costantemente rappresentati in consiglio, con personaggi come Hans Wilhelm Kress († 1658) e Christoph Jobst († 1694). Nel 1530 l'imperatore Carlo V assegnò loro il predicato "von Kressenstein" e la nobiltà. Dal 1651, i Kreß divennero membri della circoscrizione della Franconia attraverso l'acquisizione del castello di Dürrenmungenau (oggi distretto della città di Abenberg). Dopo il crollo della libera città imperiale di Norimberga, la famiglia ottenne l'inclusione nella nobiltà bavarese nel 1815 e dal 1817 ottenne il titolo di barone.
In particolare tra XIX e XX secolo, alcuni membri della famiglia ricoprirono alte posizioni militari. Karl Kress von Kressenstein (1781-1856) fu un generale austriaco di cavalleria. Friedrich Kress von Kressenstein (1855-1920) fu un generale bavarese di fanteria e suo fratello maggiore, Otto Kress von Kressenstein (1850-1929), fu colonnello generale e dal 1912 al 1916 anche ministro della guerra bavarese. Un altro Friedrich Kreß von Kressenstein (1870-1948) fu generale di artiglieria e combatté nei territori ottomani durante la prima guerra mondiale, formando l'esercito turco alle moderne tecniche di combattimento impiegate in Germania.

## Membri notabili

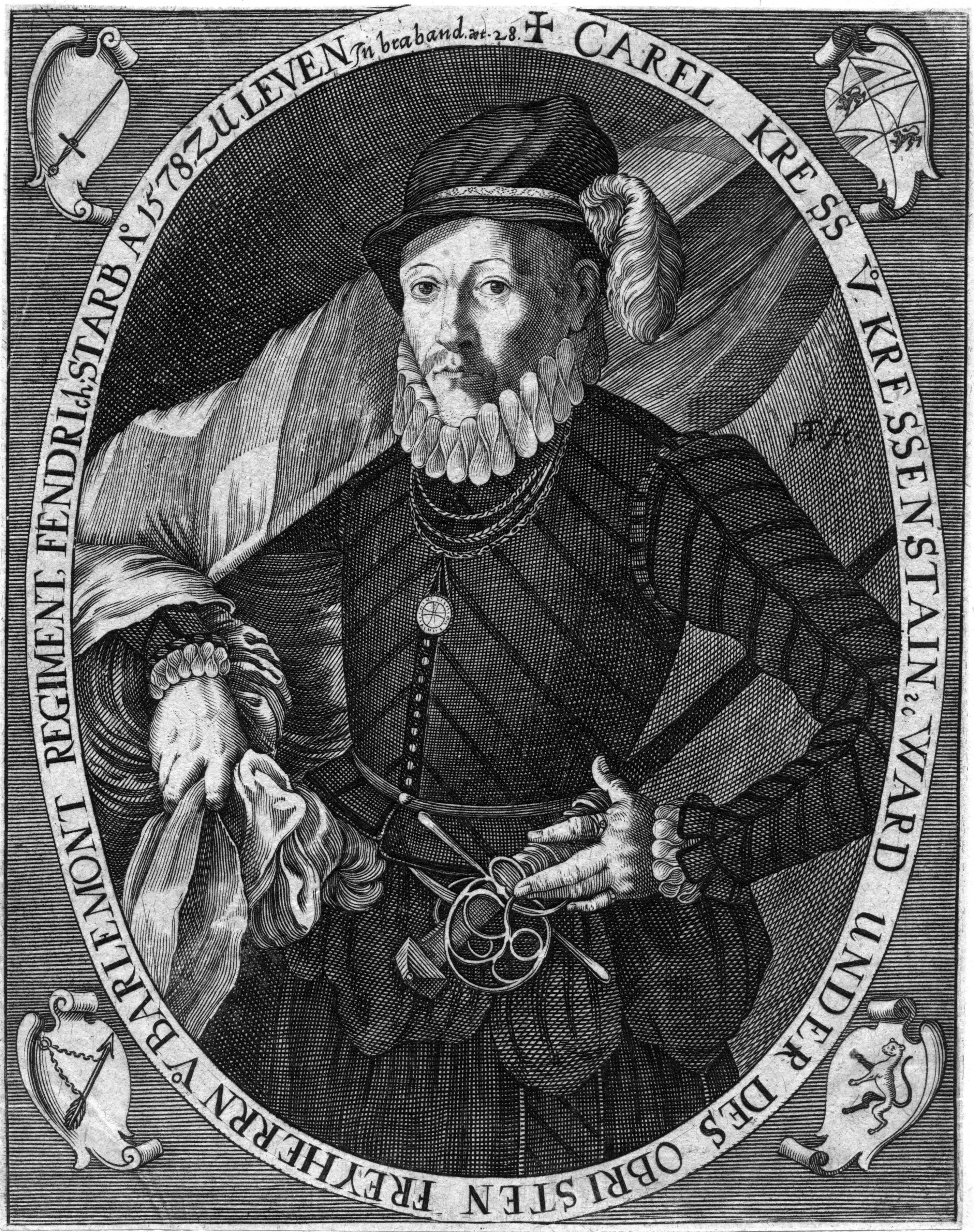
Karl Kreß von Kressenstein

Jobst Christoph Kreß von Kressenstein

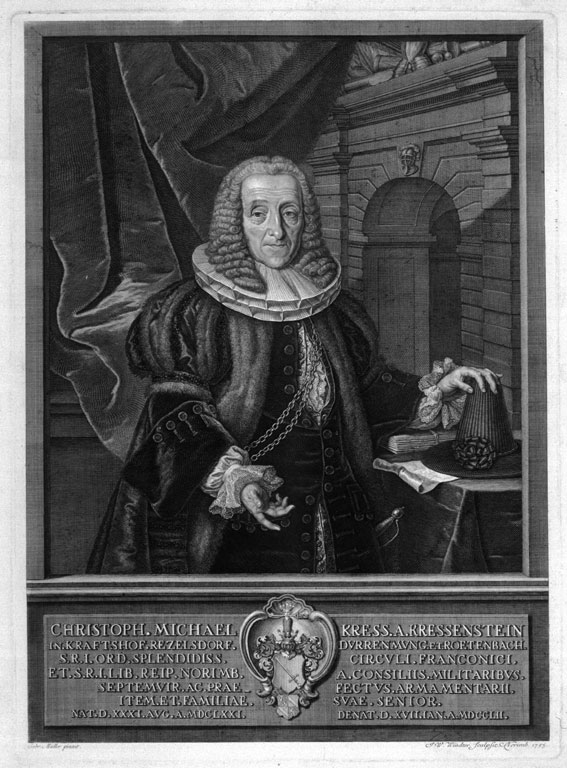
Christoph Michael Kress von Kressenstein

- Christoph Kreß von Kressenstein (1484–1535), comandante supremo del consiglio di guerra della Lega Sveva nella guerra dei contadini tedeschi, firmò la Confessio Augustana per la città di Norimberga.
- Karl Kreß von Kressenstein (intorno al 1543 - 1568), dattilografo a Norimberga, lasciò il primo manuale per dattilografi.
- Jobst Christoph Kreß von Kressenstein (1597–1663) rappresentò Norimberga alla firma della pace di Vestfalia.
- Christoph Michael Kreß von Kressenstein (1671–1752), politico di Norimberga
- Christoph Carl Kress von Kressenstein (1723-1791), avvocato e sindaco di Norimberga
- Karl Kress von Kressenstein (1781-1856), generale imperiale di cavalleria
- Georg Karl Christoph Kreß von Kressenstein (1783-1880), feldmaresciallo luogotenente imperiale
- Georg Ludwig Kreß von Kressenstein (1797-1877), pittore bavarese, incisore e specialista in galvanica
- Gustav Kreß von Kressenstein (1838-1898), scultore tedesco e galvanoplasto
- Georg Kreß von Kressenstein (1840-1911), rappresentante di spicco dei liberali nazionali nel collegio comunale di Norimberga, fu cofondatore nonché primo presidente dal 1878 al 1911 dell'Associazione per la storia della città di Norimberga
- Otto Kreß von Kressenstein (1850-1929), colonnello generale bavarese e ministro della guerra
- Friedrich Kreß von Kressenstein (1855-1920), generale bavarese di fanteria
- Friedrich Kreß von Kressenstein (1870-1948), generale tedesco di artiglieria
- Franz Kreß von Kressenstein (1881-1957), generale tedesco di cavalleria, comandante generale del XII corpo d'armata della Wehrmacht
- Hans Kress von Kressenstein (1902-1973), medico tedesco